# Vatica chinensis
Espèce
Classification phylogénétique
Statut de conservation UICN

 CR A1cd, C2a : 
En danger critique
 Vatica chinensis est un grand arbre sempervirent endémique du sud de l'Inde et du Sri Lanka.

## Répartition
Forêts fluviales du Sri Lanka, du Karnataka et du Kerala.

## Préservation
En danger critique d'extinction du fait de la déforestation et l'exploitation  forestière, l'espèce est potentiellement éteinte au Sri Lanka ; elle n'a pas été revue depuis 1996. Elle est très dispersée dans les Ghâts occidentaux.